# 須田興輔
須田 興輔（すだ こうすけ、1980年2月4日 - ）は、茨城県古河市出身の元サッカー選手。ポジションはDF。日本体育大学卒業。

## 略歴
2003年に水戸ホーリーホックの練習生として加入。そして翌年にトップ選手として登録された。かつてFWだったことから、水戸では一時期チーム得点王となっていたこともある。2005年7月8日の湘南戦ではフリーキックを直接決め、チームを逆転勝利に導くなどの活躍を見せた。また、背番号がかつて社長と呼ばれていた木澤正徳の2番を受け継いでいることから、社長の遺伝子を継ぐ男と呼ばれていた。
2006年に水戸を退団、湘南ベルマーレに移籍。
2007年には群馬県社会人リーグ1部（当時）の図南SC群馬（現：tonan前橋）に移籍。4試合1得点。5月29日モンテディオ山形への移籍が発表された。2007年オフに山形を退団。2008年5月に現役を引退することが発表された。

## 所属クラブ
- 2003年 - 2005年 水戸ホーリーホック
  - 2003年は練習生
- 2006年 湘南ベルマーレ
- 2007年 図南SC群馬（現：tonan前橋）
- 2007年 モンテディオ山形

## 個人成績
| 国内大会個人成績 | 国内大会個人成績 | 国内大会個人成績 | 国内大会個人成績 | 国内大会個人成績 | 国内大会個人成績 | 国内大会個人成績 | 国内大会個人成績 | 国内大会個人成績 | 国内大会個人成績 | 国内大会個人成績 | 国内大会個人成績 |
| 年度             | クラブ           | 背番号           | リーグ           | リーグ戦         | リーグ戦         | リーグ杯         | リーグ杯         | オープン杯       | オープン杯       | 期間通算         | 期間通算         |
| 年度             | クラブ           | 背番号           | リーグ           | 出場             | 得点             | 出場             | 得点             | 出場             | 得点             | 出場             | 得点             |
| 日本             | 日本             | 日本             | 日本             | リーグ戦         | リーグ戦         | リーグ杯         | リーグ杯         | 天皇杯           | 天皇杯           | 期間通算         | 期間通算         |
| ---------------- | ---------------- | ---------------- | ---------------- | ---------------- | ---------------- | ---------------- | ---------------- | ---------------- | ---------------- | ---------------- | ---------------- |
| 2004             | 水戸             | 25               | J2               | 21               | 0                | -                | -                | 0                | 0                | 21               | 0                |
| 2005             | 水戸             | 2                | J2               | 38               | 4                | -                | -                | 2                | 1                | 40               | 5                |
| 2006             | 湘南             | 30               | J2               | 18               | 0                | -                | -                | 0                | 0                | 18               | 0                |
| 2007             | 図南             | 18               | 群馬県1部        | 4                | 1                | -                | -                | -                | -                | 4                | 1                |
| 2007             | 山形             | 29               | J2               | 19               | 0                | -                | -                | 0                | 0                | 19               | 0                |
| 通算             | 日本             | 日本             | J2               | 96               | 4                | -                | -                | 2                | 1                | 98               | 5                |
| 通算             | 日本             | 日本             | 群馬県1部        | 4                | 1                | -                | -                | -                | -                | 4                | 1                |
| 総通算           | 総通算           | 総通算           | 総通算           | 100              | 5                | -                | -                | 2                | 1                | 102              | 6                |